# Jean-Baptiste Gay, vizconde de Martignac

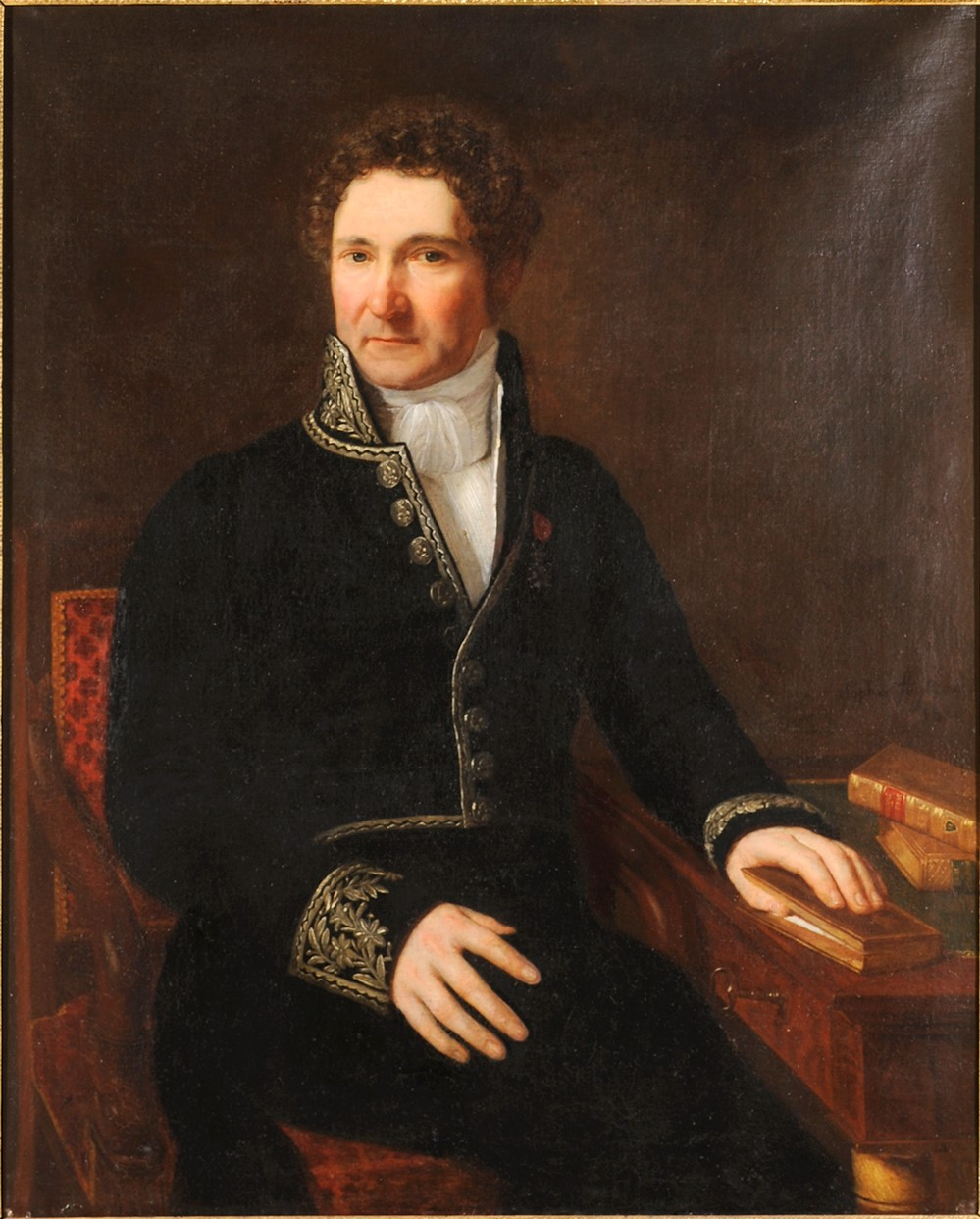
Jean-Baptiste Sylvère Gaye, vicomte de Martignac.

Jean-Baptiste Sylvère Gaye, vizconde de Martignac (20 de junio de 1778–3 de abril de 1832) fue un abogado y estadista francés durante la época de la Restauración borbónica en Francia (1814-1830), de tendencia monárquica moderada.
Martignac nació en Burdeos. En 1798 se convirtió en el secretario de Emmanuel Joseph Sieyès; tras servir en el ejército durante un tiempo, se dedicó a la literatura, escribiendo varias obras de teatro ligeras. Bajo el Imperio napoleónico ejerció con éxito de abogado en Burdeos, donde en 1818 se convirtió en fiscal general de la Court Royale (tribunal supremo provincial). En 1819 fue nombrado procurador general en Limoges, y en 1821 entró en la Cámara de Diputados (Asamblea Nacional de Francia), donde apoyó las políticas ultramonárquicas de Villèle. En 1822 fue nombrado consejero de estado; en 1823 acompañó al duque de Angulema a España como comisario civil durante la expedición de los Cien Mil Hijos de San Luis. En 1824 fue nombrado vizconde de Martignac en pago a sus servicios, y nombrado director general del registro.
Al entrar en contacto con el ejercicio práctico de la política, sus ideas ultramonárquicas fueron modificándose gradualmente hacia doctrinas más moderadas, acercándose al Doctrinarismo. Con la caída del gobierno de Jean-Baptiste de Villèle, Carlos X lo eligió para ocupar el cargo de primer ministro de Francia, esperando que Martignac, como hombre de consenso, supiera calmar la situación política de Francia. El 4 de enero de 1828 fue nombrado ministro del Interior, y aunque no recibió el título de presidente, se convirtió en el líder de facto del gabinete. Tuvo éxito al lograr que la Asamblea Nacional aprobara la ley de abolición de la censura de la prensa, y en persuadir al Rey de que firmara las ordenanzas del 16 de junio de 1828 sobre los jesuitas y sus seminarios.
Sin embargo, como representante del ala moderada, Martignac carecía de apoyos en la Asamblea, dominada por los liberales, y en las camarillas de la corte de Carlos X, de tendencia ultramonárquica radical. Los ataques de la extrema izquierda y de la extrema derecha se sucedieron, y cuando en abril de 1829 una coalición de esos grupos tumbaron una iniciativa del gobierno Martignac, Carlos X, quien nunca había confiado en él y jamás creyó en la política que representaba, decidió cesar a Martignac, que fue sucedido por Jules de Polignac, de tendencia ultramonárquica. 
En marzo de 1830 Martignac votó con la mayoría de la Asamblea la ley que exigía que el gobierno propuesto por el Rey contara con el apoyo de la Asamblea Nacional. Esta ley desencadenó la Revolución de Julio, durante la cual Martignac se mantuvo fiel a los principios legitimistas. Su última aparición pública fue en diciembre de 1830 en la Cámara de los Pares, ante la que defendió a su rival Polignac. Posteriormente, se retiró de la vida pública, y murió en París en 1832.